# Sulinet Digitális Tudásbázis
A Sulinet Digitális Tudásbázis (rövidítve: SDT) a magyar oktatási rendszer szereplői számára ingyenesen használható tartalomkezelő keretrendszer (LCMS - learning content management system), melynek célja a benne levő nagy mennyiségű, közoktatási- és szakképzési tananyag tartalom tárolása, kezelése és publikációja a felhasználók felé. Az SDT tartalmai 2012-ben átalakítások után a Sulinet portál Tudásbázis alportáljára kerültek. Az SDT régi formájában elérhető maradt, a fejlesztése a régi portálon nem folytatódott.

## Történet
A Sulinet Expressz Program, mely 2002-ben, a Sulinet Program új fázisaként indult útjára, egyik legfontosabb célkitűzése a digitális pedagógia szakmai, módszertani és tartalmi támogatása volt. Ennek egyik fontos pilléreként kezdődött el számos pedagógiai és informatikai szakember bevonásával a Sulinet Digitális Tudásbázis fejlesztése 2002-ben.
Az SDT a 2004-2005-ös tanév elején indult útjára a 7-12. osztályos földrajztudomány és történelem tananyagokkal. A következő tanévben (2005-2006) jelent meg az SDT rendszerben az összes közismereti tantárgy 7-12. évfolyamos digitális tananyaga. Ezután további évfolyamok közismereti tartalmai és szakképzési tananyagok is elérhetővé váltak. Az SDT tartalmai 2012-ben átalakítások után a Sulinet portálra kerültek a Tudásbázis alportálra, és a korábbi funkciók és szolgáltatások is jelentősen megváltoztak. Az SDT a régi formájában elérhető maradt ugyan, de a fejlesztése a régi portálon nem folytatódott.

## Felépítés
Az SDT rendszerben a digitális tananyag tartalmi elemei és a hozzájuk tartozó metaadatok (leíró információk) egy sajátos struktúrában kerülnek tárolásra.
A tananyagelemek az SDT tananyagok építőkövei. Ezek az egyes tantárgyak anyagában található, elemi, újrafelhasználható tartalmak, melyek önálló jelentéssel bírnak. A tananyagelemek más összefüggésben, esetleg más tantárgy keretében is felhasználható legkisebb tartalmi objektumok (pl. fotók, hangok, filmrészletek, szövegelemek, szimulációk, mozgóképek stb.).
Az SDT egyik alapvető célkitűzése a tananyagok átalakíthatósága, újrafelhasználása, így ezek a tartalmak bármilyen más tantárgy, témakör építőelemei lehetnek. A tananyagelemek tartalmukban zárt egészet alkotnak, és a tananyagfejlesztés egyik fontos kritériuma, hogy más összefüggésben se veszítsék el jelentésüket, és illeszthetők legyenek más tananyagelemekhez bármilyen helyzetben.
A digitális tananyagok tehát nem összefüggő multimédiás tartalmak formájában kerülnek a keretrendszerbe, hanem elemi egységek szervezett halmazaként. A tananyagelemekből az SDT rendszerben különböző, összetett objektumokat lehet építeni. Ezek a tananyagegységek. Ezek közé tartoznak többek között a témák, foglalkozások, a gyűjtemények és a tevékenységek (pl. kísérletek, feladatok) is. A tananyagegységek összetett szakmai tartalommal bíró, valamilyen pedagógiai célt megvalósító tartalmak, melyek igyekeznek az IKT-alapú pedagógiai lehetőségeit minél inkább kihasználni.

## Tananyagok
A Sulinet Digitális Tudásbázis rendszerben elérhető tananyagok túlnyomó többségét nyilvános pályázatokon nyertes tananyagfejlesztő cégek, kiadók készítették. Az SDT Tananyagszerkesztő szoftvere nyilvános, így bárki készíthet saját, SDT-kompatibilis tananyagot, melyet az ún. publikus privát tárterületén helyezhet el. Ezek a tananyagok csak megfelelő ellenőrzés után lehetnek publikusak mindenki számára.

## Pedagógiai funkciók
A tananyaghoz sokféle pedagógiai információ (ún. metaadatok), illetve a foglalkozásokhoz és azok csomópontjaihoz tanítási- és tanulás programok tartoznak.
A tananyagegységekhez globálisan, illetve csomópontjaikhoz tanulónak szóló módszertani utasítások rendelhetőek. A tanítási program (rövidítve: TIP) pedagógusoknak szóló információkat tartalmaz, az SDT tananyagok IKT-alapú felhasználására koncentrálva. A tanítási program (rövidítve: TAP) nem a teljes tanórára vonatkozik, csak annak az SDT tananyag révén megvalósított, IKT-eszközökre épülő részére, beleértve az értékelési lehetőségekre vonatkozó információkat is.
A tanulási program olyan információkat tartalmaz, melyek elsősorban az egyéni tanuláshoz adnak segítséget. Olyan szempontokat, ötleteket és tanácsokat tartalmaz, amelyek megmutatják, mit és hogyan kell tenni az adott tananyag hatékony feldolgozása érdekében. A tanulási program a foglalkozások és a lapok szintjén is megtekinthető.
A tanítás és a tanulás támogatásaként a foglalkozásokhoz az SDT rendszerben ún. foglalkozás- és tananyagvázlatok érhetők el, melyek röviden ismertetik az adott foglalkozáshoz tartozó oktatásmódszertani és az egyéni tanuláshoz szükséges információkat.
A tananyagvázlatokban található fogalomgráf, rendkívüli segítséget nyújt a tananyagban szereplő fogalmak megértéséhez. Az SDT tananyagok böngészése során egy-egy fogalom definíciója automatikusan megjelenik, ha a szöveg fölé megyünk az egér kurzorával. A tananyag készítői azonban az adott foglalkozásban előforduló, releváns fogalmakat gráfba szervezve is megjelenítik, mely kitűnő lehetőséget biztosít az összefüggések áttekintéséhez és az ismétléshez. Ezek a fogalmi térképek természetesen egy lehetséges kapcsolódását jelentik az adott fogalmaknak.

## Szolgáltatások
A tananyagok online lejátszása és kezelése mellett a felhasználók használhatják a következő szolgáltatásokat:
- előadás-szerkesztő
- kollaboratív funkciók
  - munkacsoportok használata
  - fórum
  - csevegés
- offline tananyaglejátszó

## Technikai feltételek
A Sulinet Digitális Tudásbázis rendszer használata nem igényel különleges hardvert. A szükséges szoftverek, lejátszó programok és ajánlott böngészők listája mindenki számára ingyen elérhető.

## Felhasználási jogok
A feltöltött anyagokra az „Attribution-NonCommercial-ShareAlike 2.5 Hungary (Nevezd meg! - Ne add el! - Így add tovább! 2.5 Magyarország)” Creative Commons nemzetközi licencnek megfelelő felhasználási jogok érvényesek.